# Línia Tarragona-Tortosa/Ulldecona
La línia Tarragona-Tortosa/Ulldecona és una línia de ferrocarril catalana propietat de l'Administrador d'Infraestructures Ferroviàries (Adif) que connecta Tarragona amb Tortosa i Ulldecona circulant arran de costa fins a la bifurcació de Tortosa. La línia comença a Tarragona a la bifurcació de la línia Tarragona-Reus-Lleida i acabava a l'estació d'Ulldecona seguint en direcció València, i d'ençà que es va construir el bypass de l'Ebre, acaba també a Tortosa com una ramificació de la línia.
La línia és d'ample ibèric i doble via i els serveis que transcorren per la línia són de rodalia, regional i/o mercaderia.
La línia forma part de l'anomenat Corredor Mediterrani per la qual cosa es va adaptar per arribar a velocitats de fins a 220 km/h i una mitjana de 180 per permetre la circulació de l'Euromed, per aquesta raó es va construir la variant de l'Ebre que enllaçava l'Aldea - Amposta amb Ulldecona-Alcanar sense passar per Tortosa. D'ençà de llavors el tram de línia que arriba a Tortosa és un cul-de-sac on hi ha dues estacions, la de Tortosa i Camp-redó.
Per aquesta línia circula la línia regional R16 entre Barcelona i Tortorsa i de mitjana distància fins a València de Renfe Operadora.També serveis de Llarga Distància com l'Euromed i Intercity. En la branca secundària entre Tarragona i Port Aventura hi passen trens de rodalia del Camp de Tarragona de la línia RT2 i trens regionals de la línia R17.

## Història
La línia es va posar en servei el 1865 de Tarragona a Tortosa i de València a Ulldecona. Dos anys més tard es connectava Tortosa amb Ulldecona a través d'un pont per sobre el riu Ebre. El 1996 s'obria la variant de l'Ebre amb un traçat més directe entre Amposta i Ulldecona suposant el tancament del bucle entre Freginals i Tortosa, convertint aquesta última estació en cul de sac. El 2020 es tancava el traçat per la costa entre Vandellós i Port Aventura, amb la obertura d'una nova variant des de l'Hospitalet de l'Infant fins l'estació del Camp de Tarragona. Aquest fet implicà deixar sense cobertura ferroviària els centres de Salou i Cambrils i el desmantellament de la part sud de la xarxa de rodalia del Camp de Tarragona.

## Galeria d'imatges

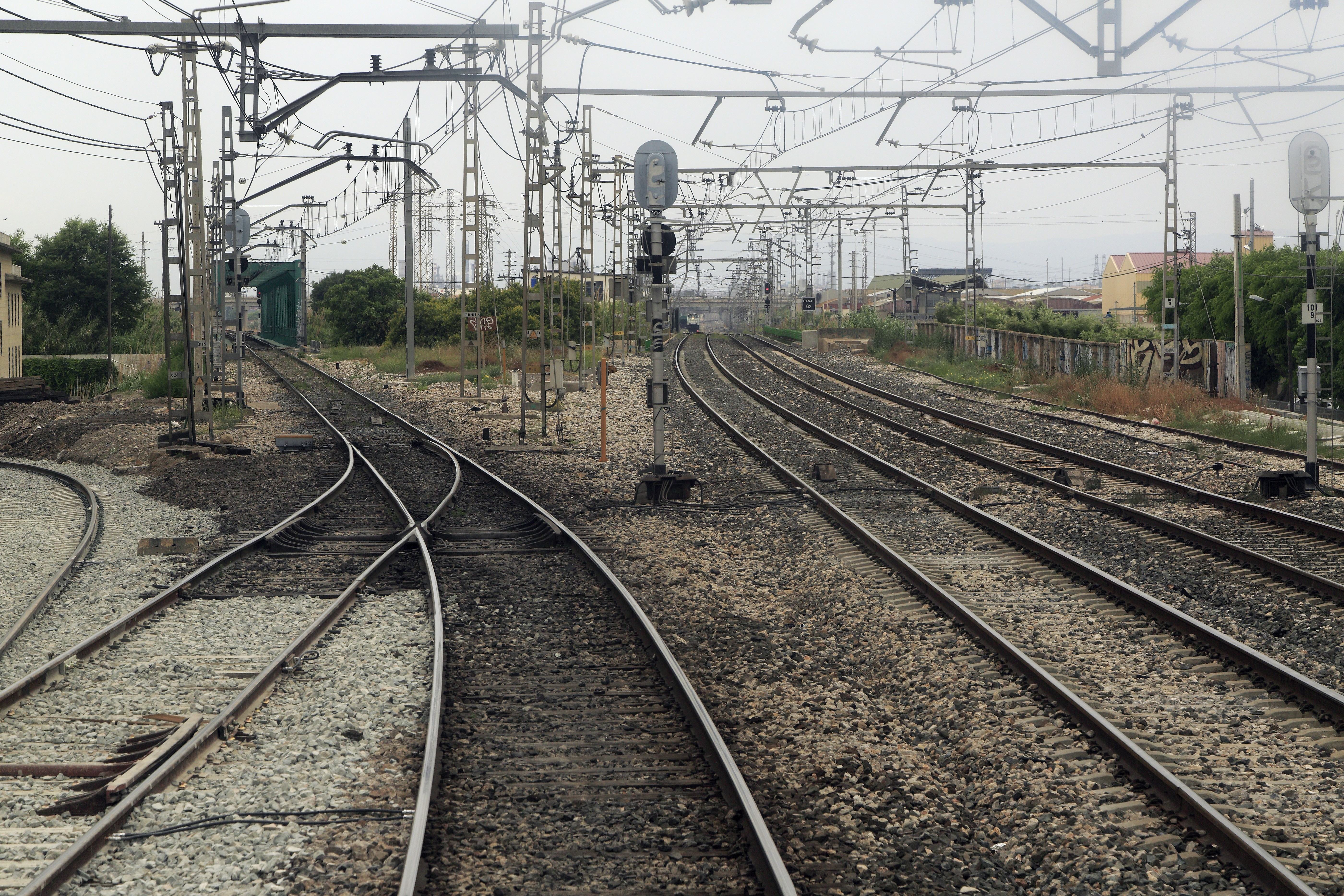
Inici de la línia a Tarragona (a l'esquerra abans el traçat principal per Salou i Cambrils).
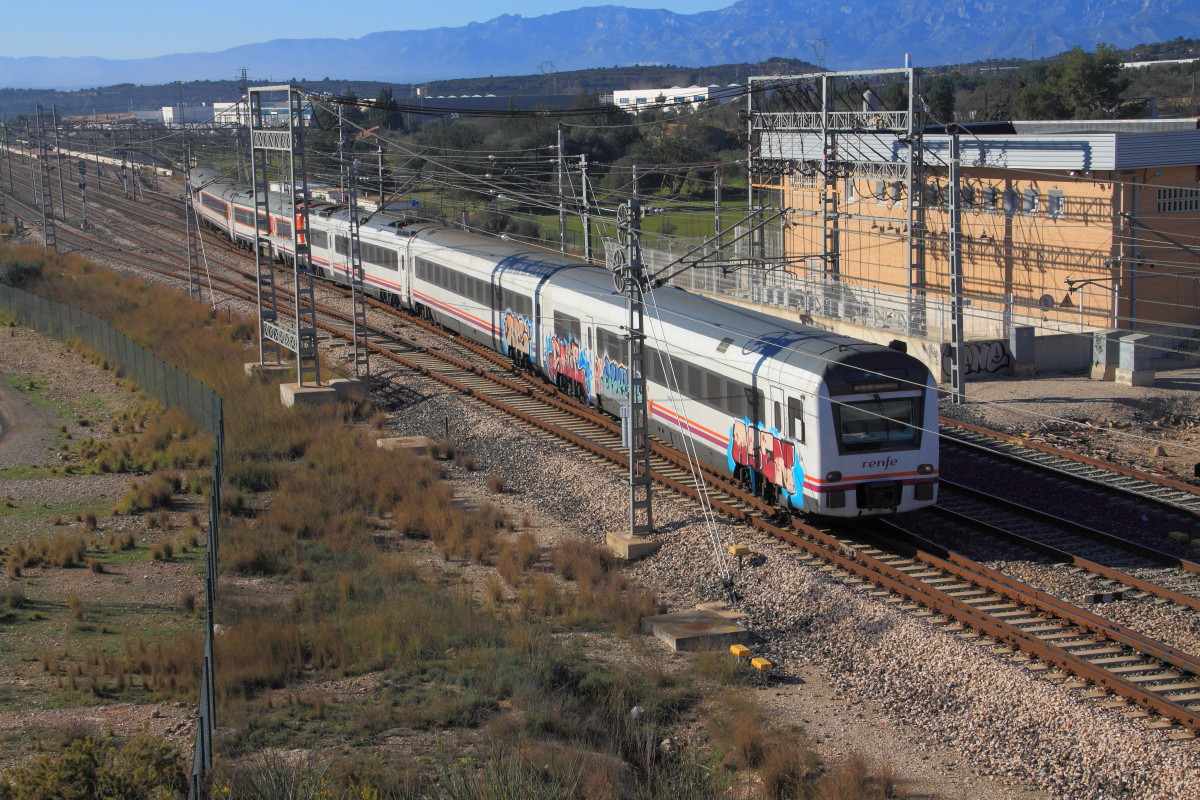
Unitat 448 en servei regional R16 arriba a l'Aldea
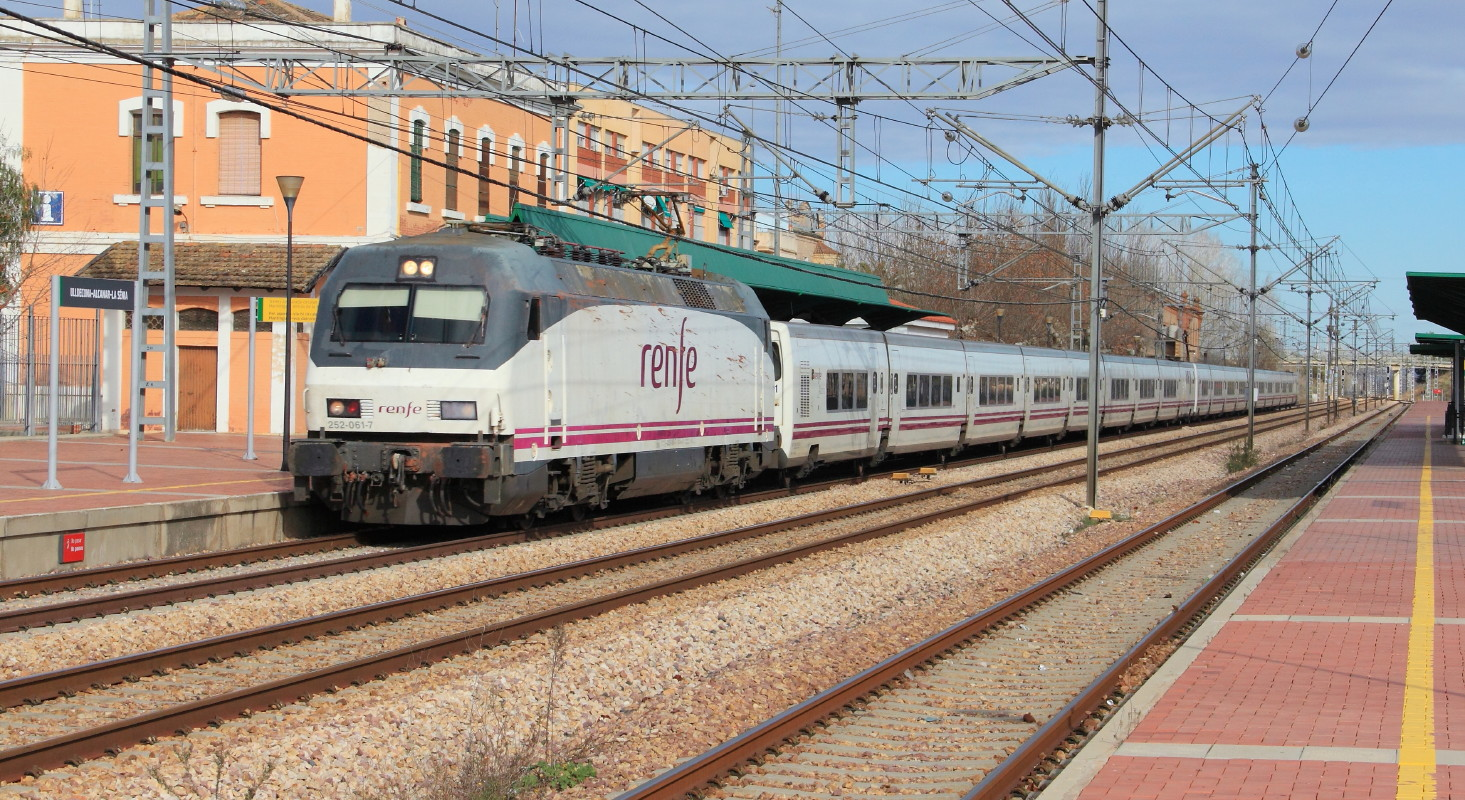
Tren Talgo en servei Intercity a Ulldecona